# Ula provecta
Ula provecta är en tvåvingeart som beskrevs av Alexander 1936. Ula provecta ingår i släktet Ula och familjen hårögonharkrankar. Inga underarter finns listade i Catalogue of Life.